# 2. Frauen-Bundesliga
Die 2. Frauen-Bundesliga ist nach der Bundesliga die zweithöchste Spielklasse im deutschen Frauenfußball. Sie wurde 2004 zwischen der schon länger bestehenden Bundesliga und den Regionalligen neu installiert. In der ursprünglich zweigleisig und seit 2021/22 eingleisig ausgetragenen Liga spielen aktuell 14 Mannschaften.

## Geschichte

Logo von 2008 bis 2014

Nachdem 1997 die eingleisige Bundesliga eingeführt worden war, stellte sich schnell heraus, dass das Leistungsgefälle zwischen der Bundesliga und den Regionalligen immer größer wurde. Die Absteiger aus der Bundesliga waren den anderen Regionalligisten in der Regel haushoch überlegen, scheiterten aber oftmals in der Aufstiegsrunde. Um dieses Gefälle zu verkleinern, beschloss der DFB auf seinem Bundestag im Jahre 2003 die Einführung einer zweigleisigen 2. Bundesliga zur Saison 2004/05.
Vorgesehen waren zunächst zwei Staffeln zu je zwölf Mannschaften. Den Regionalligen Nord und West wurden je vier, der Regionalliga Südwest zwei, der Regionalliga Süd sieben und der Regionalliga Nordost fünf Plätze zugeteilt. Dazu kamen die zwei Absteiger aus der Bundesliga sowie ein Vertreter der drei süddeutschen Oberligen. Zweite Mannschaften waren – analog zur 2. Bundesliga der Männer – ursprünglich ausgeschlossen, aber in der weiteren Entwicklung entschied sich der DFB, diese doch zuzulassen. Verworfen wurde hingegen der Plan, die beiden Staffeln später auf eine Stärke von je zehn Mannschaften zu reduzieren, nachdem es diesbezüglich heftige Proteste seitens der Vereine gegeben hatte.
Mit Abschluss der Saison 2003/04 waren folgende Mannschaften qualifiziert:
- aus der Bundesliga: FFC Brauweiler Pulheim, 1. FC Saarbrücken
- aus der Regionalliga Nord: SV Victoria Gersten, Hamburger SV II, SuS Timmel, MTV Wolfenbüttel
- aus der Regionalliga West: FC Gütersloh 2000, SG Lütgendortmund, SpVgg Oberaußem-Fortuna, SG Wattenscheid 09
- aus der Regionalliga Südwest: FSV Viktoria Jägersburg
- aus der Regionalliga Süd: TSV Jahn Calden, 1. FFC Frankfurt II, SV Jungingen, FFC Wacker München, SC Sand, VfL Sindelfingen
- aus der Regionalliga Nordost: FC Erzgebirge Aue, Tennis Borussia Berlin, FF USV Jena, VfB Leipzig, 1. FFC Turbine Potsdam II
- aus der Oberliga Baden-Württemberg: Karlsruher SC

In der Regionalliga West hatte sich eigentlich der TuS Köln rrh. 1874 sportlich qualifiziert, doch der Verein verzichtete aus finanziellen Gründen auf die Teilnahme. Da auch der erste Nachrücker FCR 2001 Duisburg II auf sein Aufstiegsrecht verzichtete, stieg schließlich die SG Lütgendortmund auf. Der Meister der Regionalliga Südwest TuS Niederkirchen war ebenfalls sportlich qualifiziert. Der Verein hat sich jedoch nur für die Bundesliga beworben, so dass ein Start in der 2. Bundesliga nicht möglich war. Die Frauenfußballabteilung des insolventen VfB Leipzig trat zum 1. FC Lokomotive Leipzig über.
Der erste Spieltag wurde am 5. September 2004 ausgetragen. Christina Arend vom 1. FC Saarbrücken erzielte beim 7:1-Sieg ihres Vereins gegen den FC Erzgebirge Aue das erste Tor der Zweitligageschichte.
Da für die Saison 2018/19 ein eingleisiger Ligabetrieb beschlossen worden war, diente die Saison 2017/18 zur Qualifikation für die folgende Spielzeit. Aus Nord- und Südstaffel qualifizierten sich jeweils die Teams auf den Plätzen 2 bis 6. Dazu kamen zwei Erstligaabsteiger, sowie die zwei besten Teams aus einer vorher ausgespielten Qualifikationsrunde, in der die beiden Zweitligasiebten und sechs Regionalligateams aufeinander trafen.

## Modus
Die Meisterschaft wird im Ligaspielbetrieb mit einer Hin- und Rückrunde ausgetragen. Jeder Verein darf nur mit einer Mannschaft am Spielbetrieb der 2. (oder ersten) Bundesliga teilnehmen. Steigt die erste Mannschaft eines Vereins aus der Bundesliga ab, so steigt automatisch dessen zweite Mannschaft aus der 2. Bundesliga ab. Zum Beispiel war der 1. FFC Turbine Potsdam 2005/06 mit drei Teams von der Bundesliga bis zur Regionalliga (3. Liga) vertreten.
In der Saison 2005/06 wurden keine Relegationsspiele um den fünften Abstiegsplatz ausgetragen. Der FSV Frankfurt als Tabellenletzter der Bundesligasaison 2005/06 beantragte keine Lizenz für die 2. Bundesliga. Zwei Jahre später entfiel die Abstiegsrelegation erneut. Der TuS Niederkirchen schaffte zwar sportlich den Klassenerhalt, beantragte aber ebenfalls keine Lizenz für die Saison 2008/09. Auch nach der Saison 2014/15 entfiel die Relegation wegen des Rückzugs des VfL Bochum.
Zur Saison 2018/19 wurde die eingleisige zweite Bundesliga eingeführt. Man erhoffte sich dadurch eine Steigerung des Niveaus der Liga.
Die Saison 2020/21 wurde aufgrund der COVID-19-Pandemie in zwei Staffeln ausgetragen, zur Saison 2021/22 erfolgte die Rückkehr zur Eingleisigkeit. Gespielt wird seitdem mit 14 Mannschaften, wobei zweite Mannschaften von Vereinen nur noch drei Spielerinnen über 20 Jahren einsetzen dürfen. Es steigen die ersten beiden der zweiten Bundesliga in die erste Bundesliga auf, während die letzten drei in die Regionalliga absteigen. Der Meister der Regionalliga Süd steigt direkt in die 2. Bundesliga auf, während die zwei weiteren Aufsteiger zwischen den Meistern Nord und Nordost sowie Südwest und West ausgespielt werden. Im Zuge der Aufstockung der Bundesliga zur Saison 2025/26 qualifizierten sich 2024/25 drei Teams für die Bundesliga, während alle Meister der Regionalligen direkt aufstiegen.
Seit 2022 erhält der Meister eine Meisterschale. Eingraviert sind auf dieser auch die Staffelsieger der zweigleisigen Ära. Zuvor gab es nur eine schlichtere Trophäe in Schalenform.

## Teilnehmer 2024/25
Für die 2. Frauen-Bundesliga 2024/25 qualifizierten sich folgende Mannschaften sportlich:
- Elftplatzierter (Absteiger) der Bundesliga 2023/24
  -  1. FC Nürnberg
- Die Mannschaften auf den Plätzen 3 bis 12 der Vorsaison
  -  SV Meppen
  -  Hamburger SV
  -  SG 99 Andernach
  -  SC Sand
  -  FSV Gütersloh 2009
  -  Eintracht Frankfurt II
  -  Borussia Mönchengladbach
  -  FC Ingolstadt 04
  -  FC Bayern München II
  -  SV 67 Weinberg

- Die drei Aufsteiger aus den Regionalligen 2023/24
  -  SC Freiburg II
  -  1. FC Union Berlin
  -  VfL Bochum

Anfang Juni 2024 gab der Bundesligaabsteiger MSV Duisburg bekannt, den Antrag auf Teilnahme an der 2. Bundesliga zurückgezogen zu haben.

## Bisherige Meister

### Zweigleisige Ära
| Saison | Gruppe Nord                 | Gruppe Süd               |
| --- | --------------------------- | ------------------------ |
| 2004/05 | FFC Brauweiler Pulheim      | VfL Sindelfingen         |
| 2005/06 | VfL Wolfsburg               | TSV Crailsheim           |
| 2006/07 | SG Wattenscheid 09          | 1. FC Saarbrücken        |
| 2007/08 | Herforder SV                | FF USV Jena              |
| 2008/09 | Tennis Borussia Berlin      | 1. FC Saarbrücken        |
| 2009/10 | Herforder SV                | Bayer 04 Leverkusen      |
| 2010/11 | Hamburger SV II 1           | SC Freiburg              |
| 2011/12 | 1. FFC Turbine Potsdam II 2 | VfL Sindelfingen         |
| 2012/13 | BV Cloppenburg              | TSG 1899 Hoffenheim      |
| 2013/14 | 1. FFC Turbine Potsdam II 3 | SC Sand                  |
| 2014/15 | 1. FC Lübars 4              | 1. FC Köln               |
| 2015/16 | MSV Duisburg                | TSG 1899 Hoffenheim II 5 |
| 2016/17 | Werder Bremen               | TSG 1899 Hoffenheim II 6 |
| 2017/18 | Borussia Mönchengladbach    | TSG 1899 Hoffenheim II 7 |
| 1 Hamburg war nicht aufstiegsberechtigt. Es stieg der 1. FC Lokomotive Leipzig auf. 2 Potsdam war nicht aufstiegsberechtigt. Es stieg der FSV Gütersloh 2009 auf. 3 Potsdam war nicht aufstiegsberechtigt. Es stieg der Herforder SV auf. 4 Lübars verzichtete auf den Aufstieg. Es stieg Werder Bremen auf. 5 Hoffenheim war nicht aufstiegsberechtigt. Es stieg Borussia Mönchengladbach auf. 6 Hoffenheim war nicht aufstiegsberechtigt. Es stieg der 1. FC Köln auf. 7 Hoffenheim war nicht aufstiegsberechtigt. Es stieg Bayer 04 Leverkusen auf. |                             |                          |

### Eingleisige Ära
| Saison  | Meister                                    | Aufsteiger                                       |
| ------- | ------------------------------------------ | ------------------------------------------------ |
| 2018/19 | FC Bayern München II                       | 1. FC Köln, FF USV Jena                          |
| 2019/20 | Werder Bremen                              | Werder Bremen, SV Meppen                         |
| 2020/21 | FC Carl Zeiss Jena (Nord) 1. FC Köln (Süd) | Carl Zeiss Jena, 1. FC Köln                      |
| 2021/22 | SV Meppen                                  | SV Meppen, MSV Duisburg                          |
| 2022/23 | RB Leipzig                                 | RB Leipzig, 1. FC Nürnberg                       |
| 2023/24 | 1. FFC Turbine Potsdam                     | 1. FFC Turbine Potsdam, FC Carl Zeiss Jena       |
| 2024/25 | 1. FC Union Berlin                         | 1. FC Union Berlin, 1. FC Nürnberg, Hamburger SV |

## Auf- und Absteiger

### Absteiger aus der 2. Bundesliga
- 2004/05: Hamburger SV II, SV Jungingen, 1. FC Lokomotive Leipzig, SpVgg Oberaußem-Fortuna
- 2005/06: FSV Viktoria Jägersburg, SG Lütgendortmund, VfL Sindelfingen II, MTV Wolfenbüttel
- 2006/07: SC 07 Bad Neuenahr II, TSV Jahn Calden, Karlsruher SC, SuS Timmel, FC Erzgebirge Aue
- 2007/08: FFC Brauweiler Pulheim, FFV Neubrandenburg, TuS Niederkirchen, SC Regensburg, FFC Heike Rheine
- 2008/09: 1. FC Union Berlin, SG Lütgendortmund, SV Dirmingen, FSV Viktoria Jägersburg, Mellendorfer TV
- 2009/10: ASV Hagsfeld, Blau-Weiß Hohen Neuendorf, FFC Wacker München, SG Wattenscheid 09, TuS Wörrstadt
- 2010/11: Tennis Borussia Berlin, Hamburger SV II, Holstein Kiel, 1. FFC Recklinghausen, SC Sand
- 2011/12: FCR 2001 Duisburg II, FV Löchgau, Mellendorfer TV, Borussia Mönchengladbach
- 2012/13: SC 07 Bad Neuenahr II, SV Bardenbach, Holstein Kiel, FFC Oldesloe 2000, 1. FFC Recklinghausen
- 2013/14: SC 13 Bad Neuenahr, FC Viktoria Berlin, FF USV Jena II, TuS Wörrstadt
- 2014/15: 1. FC Union Berlin, VfL Bochum, Magdeburger FFC, 1. FFC Montabaur, 1. FFC 08 Niederkirchen
- 2015/16: 1. FC Lübars, Holstein Kiel, FFV Leipzig, Alemannia Aachen, ETSV Würzburg
- 2016/17: 1. FC Union Berlin, Bramfelder SV, SC Sand II, SV 67 Weinberg, TSV Crailsheim
- 2017/18: FF USV Jena II, Arminia Bielefeld, TV Jahn Delmenhorst, Herforder SV, Blau-Weiß Hohen Neuendorf, SV Henstedt-Ulzburg, VfL Sindelfingen, SG 99 Andernach, SC Freiburg, 1. FC Köln II, TSV Schott Mainz, 1. FFC 08 Niederkirchen
- 2018/19: SGS Essen II, FSV Hessen Wetzlar, SV 67 Weinberg
- 2019/20: keine, pandemiebedingte Rückkehr zu 2 Staffeln.
- 2020/21: BV Cloppenburg (zurückgezogen), Turbine Potsdam II, Arminia Bielefeld, SpVg Berghofen, 1. FC Saarbrücken, Würzburger Kickers, 1. FFC 08 Niederkirchen, Borussia Mönchengladbach (Niederlage in Relegation gegen TSG Hoffenheim II)
- 2021/22: Borussia Bocholt, SV Henstedt-Ulzburg, SV 07 Elversberg
- 2022/23: SC Freiburg II, 1. FC Köln II, Turbine Potsdam II
- 2023/24: VfL Wolfsburg II, TSG 1899 Hoffenheim II
- 2024/25: SV 67 Weinberg, SC Freiburg II, FSV Gütersloh 2009

### Aufsteiger in die 2. Bundesliga
- 2004/05: Holstein Kiel, TuS Köln rrh. 1874, FFV Neubrandenburg, TuS Niederkirchen, VfL Sindelfingen II
- 2005/06: SC 07 Bad Neuenahr II, Herforder SV, Hamburger SV II, 1. FC Lokomotive Leipzig, SC Regensburg
- 2006/07: 1. FC Union Berlin, SV Dirmingen, FCR 2001 Duisburg II, FFC Oldesloe 2000, ASV Hagsfeld
- 2007/08: Blau-Weiß Hohen Neuendorf, FSV Viktoria Jägersburg, FV Löchgau, SG Lütgendortmund, Mellendorfer TV
- 2008/09: Werder Bremen, 1. FC Köln, Magdeburger FFC, FC Bayern München II, TuS Wörrstadt
- 2009/10: BV Cloppenburg, TSG 1899 Hoffenheim, 1. FC Lübars, 1. FFC 08 Niederkirchen, 1. FFC Recklinghausen
- 2010/11: SC 07 Bad Neuenahr II, FF USV Jena II, Mellendorfer TV, ETSV Würzburg, Borussia Mönchengladbach
- 2011/12: SV Bardenbach, Blau-Weiß Hohen Neuendorf, Holstein Kiel, SC Sand
- 2012/13: LFC Berlin, VfL Bochum, TuS Wörrstadt, SV 67 Weinberg, VfL Wolfsburg II
- 2013/14: Alemannia Aachen, 1. FC Union Berlin, TSG 1899 Hoffenheim II, Holstein Kiel, 1. FFC Montabaur
- 2014/15: SV Henstedt-Ulzburg, TSV Schott Mainz, Borussia Mönchengladbach, Eintracht Wetzlar (tritt in der 2. Bundesliga als FSV Hessen Wetzlar an)
- 2015/16: 1. FC Union Berlin, Arminia Bielefeld, Bramfelder SV, 1. FFC 08 Niederkirchen, SC Sand II
- 2016/17: SG 99 Andernach, TV Jahn Delmenhorst, SC Freiburg II, FF USV Jena II, 1. FC Köln II
- 2017/18: SGS Essen II, SV 67 Weinberg, FSV Hessen Wetzlar
- 2018/19: SG 99 Andernach, Arminia Bielefeld, FC Ingolstadt 04
- 2019/20: Borussia Bocholt, SpVg Berghofen, RB Leipzig, 1. FFC 08 Niederkirchen, Würzburger Kickers
- 2020/21: 1. FC Nürnberg, SV Henstedt-Ulzburg, SV 07 Elversberg (als SV Göttelborn)
- 2021/22: SC Freiburg II, 1. FC Köln II, Turbine Potsdam II
- 2022/23: SV 67 Weinberg, Hamburger SV, Borussia Mönchengladbach
- 2023/24: SC Freiburg II, 1. FC Union Berlin, VfL Bochum
- 2024/25: FC Viktoria 1889 Berlin, VfR Warbeyen, 1. FSV Mainz 05, VfL Wolfsburg II, VfB Stuttgart

## Ligarekorde

### Saisonrekorde

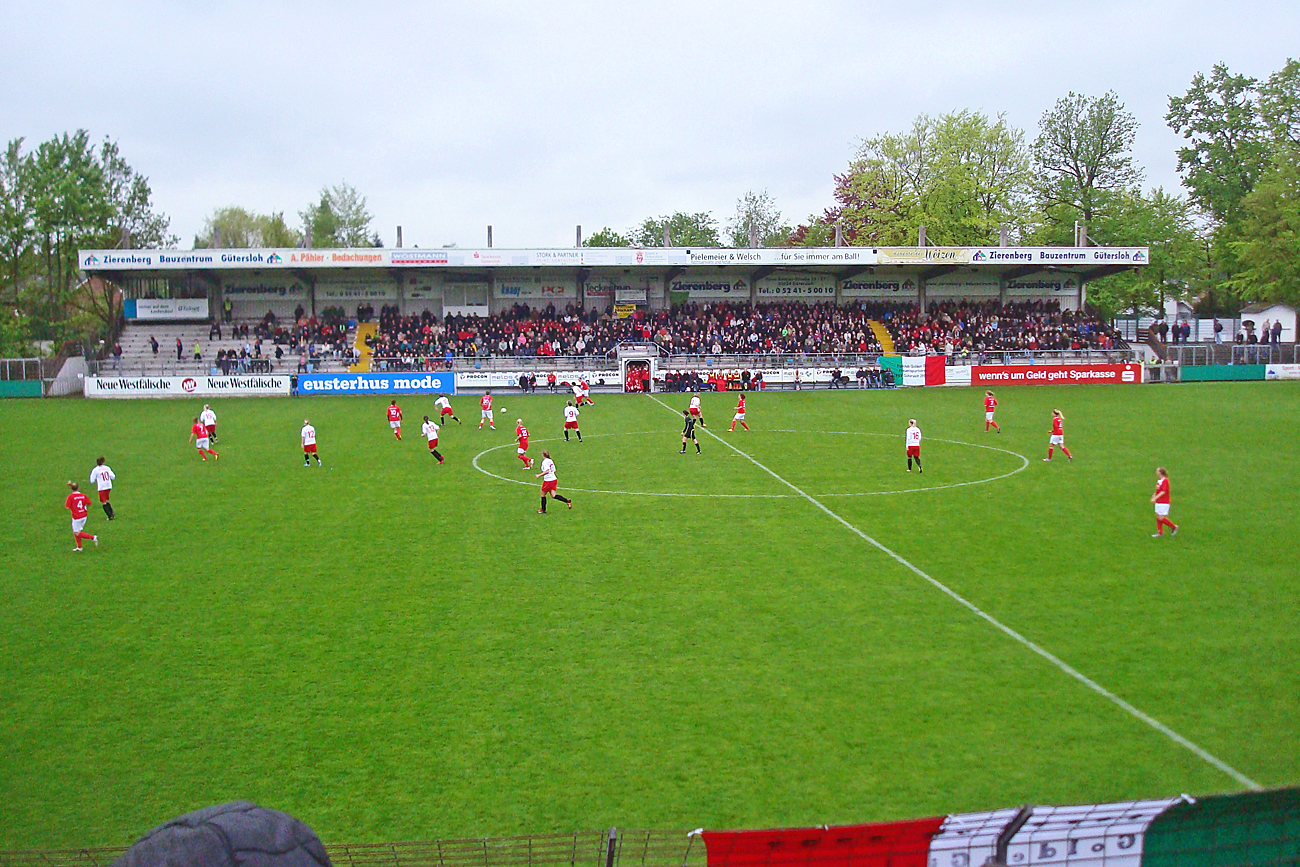
Über 1500 Zuschauer sahen den 15:0-Sieg des FSV Gütersloh 2009 gegen den Mellendorfer TV im Mai 2012

- Meiste Siege: MSV Duisburg (22, alle Spiele)
- Meiste Unentschieden: FFC Wacker München, VfL Sindelfingen, Saarbrücken, SG 99 Andernach (9)
- Meiste Niederlagen: SGS Essen II (2018/19) (24)
- Meiste Tore geschossen: SV Werder Bremen (96)
- Meiste Tore kassiert: Mellendorfer TV (122)
- Wenigste Siege: MTV Wolfenbüttel, TuS Wörrstadt (0)
- Wenigste Unentschieden: MSV Duisburg, FC Gütersloh 2000, SC Freiburg (0)
- Wenigste Niederlagen: 1. FC Köln (2 mal), MSV Duisburg, Hamburger SV II, Herforder SV, TSG 1899 Hoffenheim,  SV Sand, Werder Bremen (0)
- Wenigste Tore geschossen: 1. FFC Niederkirchen (2020/21 Süd) (4)
- Wenigste Tore kassiert: TSV Crailsheim, SC Freiburg (8)

Union Berlin stellte in der Saison 2024/25 5 neue Zuschauerrekorde auf: 5.508 im Spiel gegen den Hamburger SV (2:2) am 24. August 2024, 6.181 am 29. September 2024 gegen Bayern München II (3:0), 6.676 gegen den FC Ingolstadt (4:0) am 13. April 2025, 14.047 gegen Borussia Mönchengladbach (6:1) am 27. April 2025, sowie 20.132 gegen den FSV Gütersloh (6:0) am 18. Mai 2025.
Der vorherige Zuschauerrekord für ein Zweitligaspiel wurde am 24. März 2024 beim Spitzenspiel SV Meppen – Hamburger SV aufgestellt. Genau 5.000 Zuschauer sahen den 4:0-Sieg des SV Meppen. Damit wurde die elf Jahre alte Höchstmarke vom letzten Spieltag der Zweitligasaison 2012/13 übertroffen. Das Heimspiel der TSG Hoffenheim gegen den 1. FC Köln (Endstand 3:3) im Dietmar-Hopp-Stadion sahen damals 3.050 Zuschauer.
Der 15:0-Erfolg des FSV Gütersloh gegen den Mellendorfer TV im Mai 2012 war der höchste Sieg einer Mannschaft. In derselben Saison hatte bereits der 1. FFC Turbine Potsdam II mit 15:1 gegen den Mellendorfer TV gewonnen.